# Pierre-Étienne Guyot
Pour les articles homonymes, voir Guyot.
Pierre-Étienne Claude Guyot, né le 25 mai 1906 à Paris et décédé le 13 octobre 1985 dans la même ville, est un dirigeant sportif français qui fut notamment président de la Fédération française de golf de 1970 à 1981, président de la Fédération internationale de tir sportif aux armes de chasse de 1972 à 1981, vice-président du Racing Club de France, président du Paris Saint-Germain du 26 juin 1970 à 1971 et président du Paris Football Club de 1969 à 1973, en prenant en compte que le Paris FC existe sous le nom de Paris Saint-Germain de 1970 à 1972.